# Eudinostigma planiceps
Eudinostigma planiceps är en stekelart som beskrevs av Fischer, Tormos och Isabel Pardo 2006. Eudinostigma planiceps ingår i släktet Eudinostigma och familjen bracksteklar. Inga underarter finns listade i Catalogue of Life.